# Batman (circonscription électorale)
Pour les articles homonymes, voir Batman (homonymie).
La circonscription électorale de Batman correspond à la province du même nom et envoie 5 députés à la Grande Assemblée nationale de Turquie (4 entre 1995 et 2018).

## Composition
La circonscription de Batman est divisée en 6 districts (ilçe). Chaque district est composé d'un chef-lieu et de municipalités (communes et villages).

## Résultats électoraux

### Élections législatives de 2002
| Partis                   | Partis                                        | Voix | %   | Sièges | +/-           | Élus                                          |
| ------------------------ | --------------------------------------------- | ---- | --- | ------ | ------------- | --------------------------------------------- |
|                          | Parti démocratique du peuple (DEHAP)          |      |     | 0      |               |                                               |
|                          | Parti de la justice et du développement (AKP) |      |     | 3      | Nv.           | Ahmet İnal, Mehmet Ali Suçin et Afif Demirkan |
|                          | Parti de la juste voie (DYP)                  |      |     | 0      | 2             |                                               |
|                          | Parti de la mère patrie (ANAP)                |      |     | 0      | 1             |                                               |
|                          | Parti républicain du peuple (CHP)             |      |     | 1      | 1             | Mehmet Nezir Nasıroğlu                        |
|                          |                                               |      |     |        |               |                                               |
| Total                    | Total                                         |      | 100 | 4      | en stagnation | -                                             |
| Inscrits / participation |                                               |      |     |        |               |                                               |

### Élections législatives de 2007
| Partis                   | Partis                                        | Voix | %   | Sièges | +/-           | Élus                            |
| ------------------------ | --------------------------------------------- | ---- | --- | ------ | ------------- | ------------------------------- |
|                          | Parti de la justice et du développement (AKP) |      |     | 2      | 1             | Ahmet İnal et Mehmet Emin Ekmen |
|                          | Indépendants (Ind.)                           |      |     | 2      | 2             | Ayla Akat Ata et Bengi Yıldız   |
|                          |                                               |      |     |        |               |                                 |
| Total                    | Total                                         |      | 100 | 4      | en stagnation | -                               |
| Inscrits / participation |                                               |      |     |        |               |                                 |

### Élections législatives de 2011
| Partis                   | Partis                                        | Voix | %   | Sièges | +/-           | Élus                           |
| ------------------------ | --------------------------------------------- | ---- | --- | ------ | ------------- | ------------------------------ |
|                          | Indépendants (Ind.)                           |      |     | 2      | en stagnation | Ayla Akat Ata et Bengi Yıldız  |
|                          | Parti de la justice et du développement (AKP) |      |     | 2      | en stagnation | Mehmet Şimşek et Ziver Özdemir |
|                          |                                               |      |     |        |               |                                |
| Total                    | Total                                         |      | 100 | 4      | en stagnation | -                              |
| Inscrits / participation |                                               |      |     |        |               |                                |

### Élections législatives de juin 2015
| Partis                   | Partis                                        | Voix | %   | Sièges | +/-           | Élus                                              |
| ------------------------ | --------------------------------------------- | ---- | --- | ------ | ------------- | ------------------------------------------------- |
|                          | Parti démocratique des peuples (HDP)          |      |     | 3      | Nv.           | Ali Atalan, Saadet Becerekli et Ayşe Acar Başaran |
|                          | Parti de la justice et du développement (AKP) |      |     | 1      | 1             | Ziver Özdemir                                     |
|                          |                                               |      |     |        |               |                                                   |
| Total                    | Total                                         |      | 100 | 4      | en stagnation | -                                                 |
| Inscrits / participation |                                               |      |     |        |               |                                                   |

### Élections législatives de novembre 2015
| Partis                   | Partis                                        | Voix | %   | Sièges | +/-           | Élus                                                    |
| ------------------------ | --------------------------------------------- | ---- | --- | ------ | ------------- | ------------------------------------------------------- |
|                          | Parti démocratique des peuples (HDP)          |      |     | 3      | en stagnation | Ayşe Acar Başaran, Mehmet Ali Aslan et Saadet Becerekli |
|                          | Parti de la justice et du développement (AKP) |      |     | 1      | en stagnation | Ataullah Amidi                                          |
|                          |                                               |      |     |        |               |                                                         |
| Total                    | Total                                         |      | 100 | 4      | en stagnation | -                                                       |
| Inscrits / participation |                                               |      |     |        |               |                                                         |

### Élections législatives de 2018
| Partis                   | Partis                                        | Voix    | %     | Sièges | +/-           | Élus                                                                    |
| ------------------------ | --------------------------------------------- | ------- | ----- | ------ | ------------- | ----------------------------------------------------------------------- |
|                          | Parti démocratique des peuples (HDP)          | 181 841 | 62,09 | 4      | 1             | Feleknas Uca, Necdet İpekyüz, Ayşe Acar Başaran et Mehmet Rüştü Tiryaki |
|                          | Parti de la justice et du développement (AKP) | 72 948  | 24,91 | 1      | en stagnation | Ziver Özdemir                                                           |
|                          | Parti de la félicité (SP)                     | 9 166   | 3,13  | 0      | en stagnation |                                                                         |
|                          | Parti républicain du peuple (CHP)             | 5 357   | 1,83  | 0      | en stagnation |                                                                         |
|                          | Parti d'action nationaliste (MHP)             | 3 561   | 1,22  | 0      | en stagnation |                                                                         |
|                          | Le Bon Parti (İYİ)                            | 3 530   | 1,21  | 0      | Nv.           |                                                                         |
|                          | Parti patriote (VATAN)                        | 444     | 0,15  | 0      | en stagnation |                                                                         |
|                          | Parti de la cause libre (HÜDA PAR)            | 11      | 0,00  | 0      | en stagnation |                                                                         |
|                          | Indépendants (Ind.)                           | 15 998  | 5,46  | 0      | en stagnation |                                                                         |
|                          |                                               |         |       |        |               |                                                                         |
| Total                    | Total                                         | 292 856 | 100   | 5      | 1             | -                                                                       |
| Inscrits / participation | Inscrits / participation                      | 342 380 | 85,60 |        |               |                                                                         |

### Élections législatives de 2023
| Partis                   | Partis                                        | Voix    | %     | Sièges | +/-           | Élus                                                   |
| ------------------------ | --------------------------------------------- | ------- | ----- | ------ | ------------- | ------------------------------------------------------ |
|                          | Parti de la gauche verte (YSP)                | 194 141 | 57,77 | 3      | 1             | Keskin Bayındır, Zeynep Oduncu et Mehmet Rüştü Tiryaki |
|                          | Parti de la justice et du développement (AKP) | 98 161  | 29,21 | 2      | 1             | Ferhat Nasıroğlu et Serkan Ramanlı                     |
|                          | Parti républicain du peuple (CHP)             | 28 417  | 8,46  | 0      | en stagnation |                                                        |
|                          | Parti d'action nationaliste (MHP)             | 4 953   | 1,47  | 0      | en stagnation |                                                        |
|                          | Nouveau parti de la prospérité (YRP)          | 3 609   | 1,07  | 0      | Nv.           |                                                        |
|                          | Parti de gauche (SOL)                         | 1 937   | 0,57  | 0      | en stagnation |                                                        |
|                          | Parti de la patrie (M)                        | 1 201   | 0,36  | 0      | Nv.           |                                                        |
|                          | Parti de la grande unité (BBP)                | 1 055   | 0,31  | 0      | en stagnation |                                                        |
|                          | Parti des droits et libertés (HAK)            | 541     | 0,16  | 0      | en stagnation |                                                        |
|                          | Parti de la justice (AP)                      | 498     | 0,15  | 0      | Nv.           |                                                        |
|                          | Parti de l'innovation (YP)                    | 406     | 0,12  | 0      | Nv.           |                                                        |
|                          | Le Bon Parti (İYİ)                            | 398     | 0,12  | 0      | en stagnation |                                                        |
|                          | Parti des travailleurs de Turquie (TIP)       | 324     | 0,10  | 0      | en stagnation |                                                        |
|                          | Parti de l'union du pouvoir (GBP)             | 252     | 0,07  | 0      | Nv.           |                                                        |
|                          | Parti communiste de Turquie (TKP)             | 240     | 0,07  | 0      | en stagnation |                                                        |
|                          | Parti de la nation (MP)                       | 157     | 0,05  | 0      | en stagnation |                                                        |
|                          | Parti de libération du peuple (HKP)           | 149     | 0,04  | 0      | en stagnation |                                                        |
|                          | Parti patriote (VATAN)                        | 132     | 0,04  | 0      | en stagnation |                                                        |
|                          | Parti de la victoire (ZP)                     | 110     | 0,03  | 0      | Nv.           |                                                        |
|                          | Mouvement communiste (TKH)                    | 85      | 0,03  | 0      | Nv.           |                                                        |
|                          | Parti de la justice et de l'unité (AB)        | 15      | 0,00  | 0      | Nv.           |                                                        |
|                          | Parti jeune (GP)                              | 12      | 0,00  | 0      | en stagnation |                                                        |
|                          | Parti de la mère patrie (ANAP)                | 9       | 0,00  | 0      | en stagnation |                                                        |
|                          | Parti de la route nationale (MYP)             | 2       | 0,00  | 0      | Nv.           |                                                        |
|                          |                                               |         |       |        |               |                                                        |
| Total                    | Total                                         | 336 804 | 100   | 5      | en stagnation | -                                                      |
| Inscrits / participation | Inscrits / participation                      | 400 078 | 84,96 |        |               |                                                        |